# Christian Flor
Christian Flor (1. januar 1792 i København – 31. marts 1875 sammesteds) var en dansk præst, politiker og højskolemand, bror til Lars Flor.

## Historie
Han blev uddannet dr.phil. i 1825 og fra 1826 var han lektor i dansk, ved Christian-Albrechts-Universität i Kiel. Gennem livet opnåede han at blive præst, politiker, lærer,højskoleforstander, medlem af Den grundlovgivende forsamling, og fra 1856 af medlem af Rigsrådet. 
Han arbejdede livet igennem for udviklingen og bevarelsen af det danske sprog og den danske kultur i Sønderjylland, hvor han bl.a. skrev nogle af de berømte taler som Laurids Skau og Peter Hiort Lorenzen, holdt på Skamlingsbanken. Han grundlagde Rødding Højskole og udgav bladet Dannevirke og fra 1840 Aabenraa Ugeblad i samarbejde med Frederik Fischer.
I 1830'erne udgav han Lehrbuch der Dänischen Sprache.
Han blev etatsråd 1848, Ridder af Dannebrog 1850 og Dannebrogsmand 1854.
Flor er begravet på Garnisons Kirkegård.
- Mindesten på Skamlingsbanken
- Skilt ved indgangen til Askov Højskole